# Аукционист

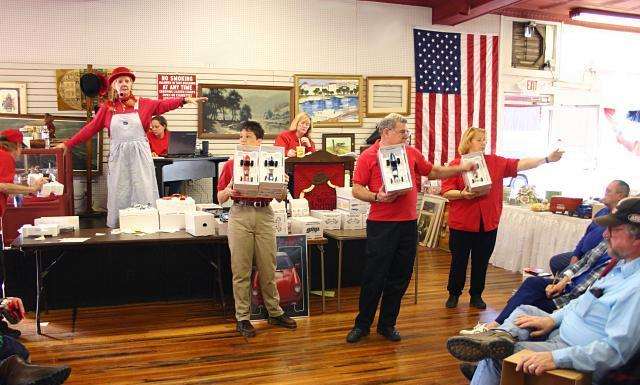
Аукционист и его ассистенты во время торгов

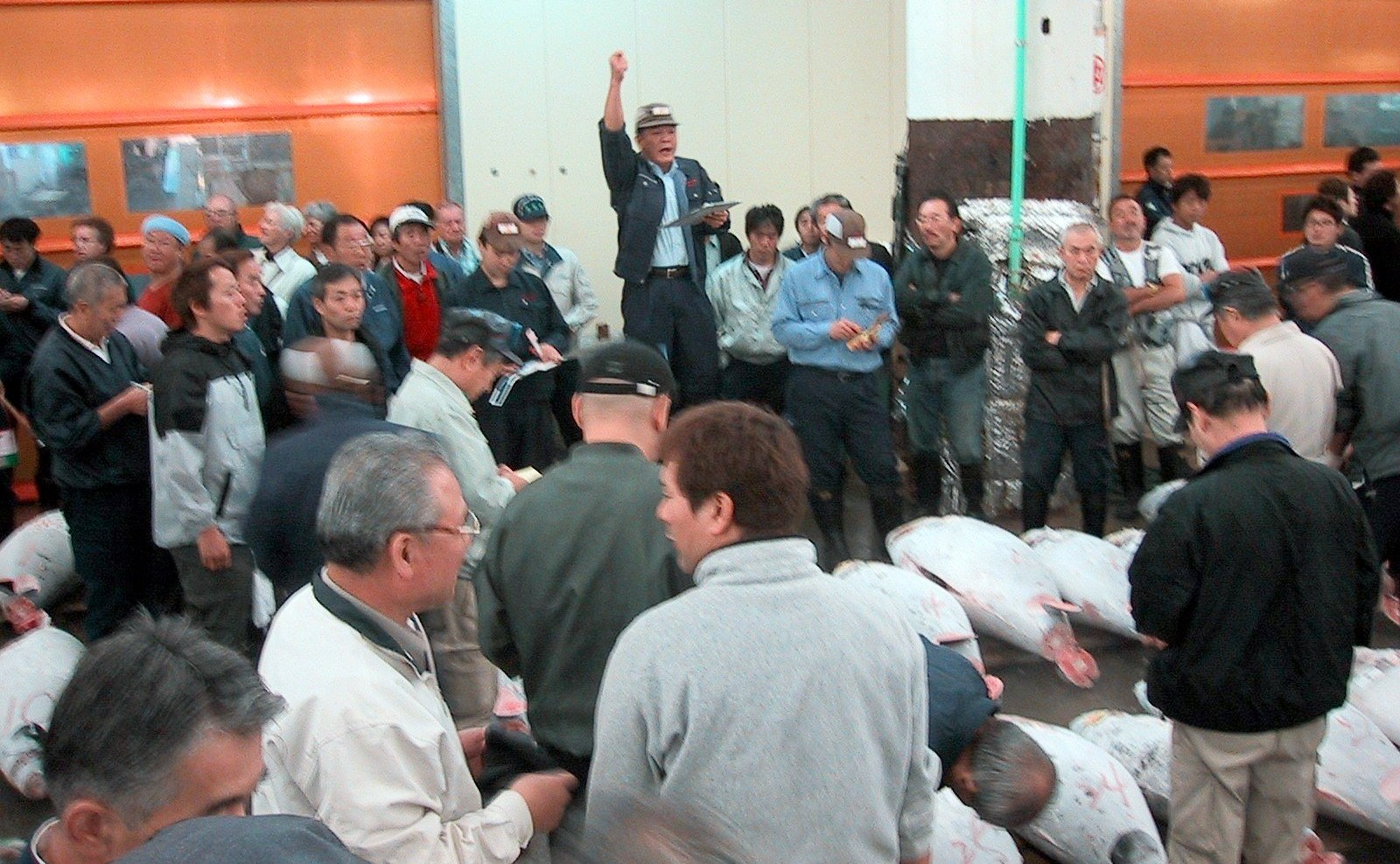
Аукционист ведёт аукцион по продаже тунца на рыбном рынке Цукидзи в Токио

Аукциони́ст — человек, ведущий аукцион.
Аукцион, как форма торговли товарами, обладающими уникальными свойствами, проводится строго по определённым правилам. Основная функция аукциониста состоит в контроле за соблюдением правил аукционных торгов участниками аукциона.
Правила проведения аукциона чаще всего предполагают повышение цены в процессе торгов. В этой связи одной из главных задач аукциониста является фиксация промежуточной цены и фиксация окончательной цены.
Аукционист на аукционе представляет организаторов торгов, экономический интерес которых состоит в получении максимальной цены от продаваемых товаров. Поэтому одной из главных задач, которую он решает во время торгов, является умелое управление процессом повышения цены, поддерживание состязания между потенциальными покупателями.
В период времени, предшествующий торгам, аукционист участвует в определении качества и оценке стоимости лотов, предлагаемых к продаже.
Аукционист должен знать конъюнктуру рынка выставленных на продажу товаров для того, чтобы не допустить продажи товаров по цене ниже рыночной.
По окончании торгов аукционист участвует в оформлении документов, фиксирующих продажу товаров с аукциона.